# もう!バカリズムさんのドH!
もう!バカリズムさんのドH!（もう ばかりずむさんのどえっち ）は、2014年4月28日から2016年6月27日までNOTTVで放送されたバラエティ番組。
なお、本稿では先代番組の『もう!バカリズムさんのH!』、後継番組の『もう!バカリズムさんの超H!』についても記述する。

## 概要
2013年11月24日から『もう!バカリズムさんのH!』のタイトルでNOTTVで放送を開始。
AV女優のデビューまでの半生を振り返るエピソードトークやアダルトビデオやアダルトグッズに関するクイズ、エッチな絵の描き方などエッチなことをテーマにしたお色気バラエティ番組で、バカリズムをはじめ男性出演者は学ランを着て中学生に扮して出演。
2014年4月28日から放送時間が変わりタイトルも『もう!バカリズムさんのドH!』に変更。
NOTTVの閉局にともない2016年6月27日の放送をもって番組は終了。
2017年3月17日よりフジテレビONEで『もう!バカリズムさんの超H!』として番組が復活。隔月や月1回で放送されることもあるが、基本的には不定期（主に最終日曜日の深夜）で放送されている。
タイトルのロゴとイラストは一貫してニイルセンが手掛けている。

## もう!バカリズムさんのH!
| 放送回 | 放送日          | コーナー                                 | 出演者                                      |
| ------ | --------------- | ---------------------------------------- | ------------------------------------------- |
| 1      | 2013年 11月24日 | エッチなDVD交換会                        | ケンドーコバヤシ 杉作J太郎 宮本絢子（進行） |
| 1      | 2013年 11月24日 | セクシー女優エピソード0「紗倉まな」      |                                             |
| 2      | 2013年 12月22日 | 水着のトライ                             | 堂島孝平                                    |
| 3      | 2014年 1月26日  | 水着NGNG指令                             | 堂島孝平                                    |
| 4      | 2014年 2月23日  | ちょっとHな社会科見学 コンドーム製造工場 | 堂島孝平 土岐麻子                           |
| 5      | 2014年 3月23日  | Hなおっぱいの描き方を学ぶ                | 中西やすひろ 堂島孝平 豊本明長              |

## もう!バカリズムさんのドH!
| 放送回 | 放送日          | コーナー                                 | 出演者                                                                             |
| ------ | --------------- | ---------------------------------------- | ---------------------------------------------------------------------------------- |
| 1      | 2014年 4月28日  | クイズ本当にあったHなタイトル!           | 小島みなみ 堂島孝平 豊本明長                                                       |
| 2      | 2014年 5月26日  | セクシー女優エピソード0「白石茉莉奈」    | 堂島孝平 小出祐介(Base Ball Bear) 歌ゲスト:乙女フラペチーノ（紗倉まな 小島みなみ） |
| 3      | 2014年 6月23日  | クイズ本当にあったHなタイトル!           | 堂島孝平 豊本明長 紗倉まな 小島みなみ                                              |
| 4      | 2014年 7月28日  | セクシー女優エピソード0「小島みなみ」    | 堂島孝平 小出祐介 紗倉まな                                                         |
| 4      | 2014年 7月28日  | 大人のラブドール社会科見学               | 紗倉まな 堂島孝平                                                                  |
| 5      | 2014年 8月25日  | クイズ本当にあったHなタイトル            | 小島みなみ なごみ 堂島孝平 豊本明長                                                |
| 6      | 2014年 9月29日  | エッチなおしりの描き方を学ぼう!          | ゲスト講師:桂正和 神咲詩織 吉川あいみ 堂島孝平 ニイルセン                          |
| 7      | 2014年 10月27日 | セクシー女優エピソード0「葵つかさ」      | 堂島孝平 豊本明長 歌ゲスト:さくらゆら                                              |
| 8      | 2014年 11月24日 | エッチな下乳の描き方を学ぼう!            | ゲスト講師:桂正和 木南日菜 葵つかさ 堂島孝平 豊本明長                              |
| 9      | 2014年 12月29日 | セクシー女優エピソード0「あやみ旬果」    | 堂島孝平 豊本明長 歌ゲスト:me-me*（Maika 神咲詩織 佳苗るか 波多野結衣 藤北彩香）   |
| 10     | 2015年 1月26日  | クイズ本当にあったHなタイトル            | 葵つかさ 堂島孝平 狩野英孝 歌ゲスト:さくらゆら                                     |
| 11     | 2015年 2月23日  | 紗倉まな1時間SP!                         |                                                                                    |
| 12     | 2015年 3月23日  | セクシー女優エピソード0「松岡ちな」      | 堂島孝平 豊本明長                                                                  |
| 12     | 2015年 3月23日  | クイズ本当にあったHなタイトル            | 葵つかさ 紗倉まな 堂島孝平 豊本明長                                                |
| 13     | 2015年 4月27日  | セクシー女優エピソード0「風間ゆみ」      | 堂島孝平 豊本明長                                                                  |
| 13     | 2015年 4月27日  | クイズ本当にあったHなタイトル            | 葵つかさ 紗倉まな 堂島孝平 豊本明長                                                |
| 14     | 2015年 5月25日  | セクシー女優エピソード0「湊莉久」        | 堂島孝平 豊本明長                                                                  |
| 14     | 2015年 5月25日  | クイズ本当にあったオシャレな大人のグッズ | 初美沙希 堂島孝平 豊本明長                                                         |
| 15     | 2015年 6月29日  | セクシー女優エピソード0「湊莉久」        | 堂島孝平 豊本明長                                                                  |
| 15     | 2015年 6月29日  | クイズ本当にあったオシャレな大人のグッズ | 初美沙希 湊莉久 堂島孝平 豊本明長                                                  |
| 16     | 2015年 7月27日  | セクシー女優エピソード0「宮地藍」        | 堂島孝平 豊本明長                                                                  |
| 16     | 2015年 7月27日  | クイズ本当にあったHなタイトル            | 小島みなみ 堂島孝平 豊本明長                                                       |
| 17     | 2015年 8月24日  | セクシー女優エピソード0「希美まゆ」      | 堂島孝平 豊本明長                                                                  |
| 17     | 2015年 8月24日  | クイズ本当にあったHなタイトル            | 小島みなみ 堂島孝平 豊本明長                                                       |
| 18     | 2015年 9月28日  | Hなシチュエーションの描き方              | ゲスト講師:克亜樹 小島みなみ 希美まゆ 堂島孝平 豊本明長                            |
| 18     | 2015年 9月28日  | クイズ本当にあったHなタイトル            | 小島みなみ 堂島孝平 豊本明長                                                       |
| 19     | 2015年 10月26日 | セクシー女優エピソード0「天使もえ」      | 堂島孝平 豊本明長                                                                  |
| 20     | 2015年 11月23日 | セクシー女優業界あるあるクイズ           | 小島みなみ 堂島孝平 豊本明長                                                       |
| 21     | 2015年 12月28日 | セクシー女優エピソード0「佐倉絆」        | 堂島孝平 豊本明長                                                                  |
| 21     | 2015年 12月28日 | クイズ本当にあったHなタイトル            | 小島みなみ 堂島孝平 豊本明長                                                       |
| 22     | 2016年 1月25日  | Hな画を描こう!                           | 白石茉莉奈 湊莉久 堂島孝平 豊本明長 桂正和                                         |
| 23     | 2016年 2月29日  | セクシー女優エピソード0「葵」            | 堂島孝平 豊本明長                                                                  |
| 24     | 2016年 3月28日  | セクシー女優エピソード0 総集編           |                                                                                    |
| 25     | 2016年 4月25日  | クイズ!本当にあったHな●●                 | 小島みなみ 葵つかさ 堂島孝平 豊本明長                                              |
| 26     | 2016年 5月23日  | セクシー女優エピソード0「澁谷果歩」      | 堂島孝平 豊本明長                                                                  |
| 26     | 2016年 5月23日  | クイズ本当にあったHなタイトル            | 小島みなみ 葵つかさ 堂島孝平 豊本明長                                              |
| 27     | 2016年 6月27日  | セクシー女優エピソード0「辻本杏」        | 堂島孝平 豊本明長                                                                  |
| 27     | 2016年 6月27日  | クイズ本当にあったHなタイトル            | 小島みなみ 葵つかさ 堂島孝平 豊本明長                                              |

## もう!バカリズムさんの超H!
| 放送回           | 初回放送日      | コーナー                                                                                       | 出演者                                                                       |
| ---------------- | --------------- | ---------------------------------------------------------------------------------------------- | ---------------------------------------------------------------------------- |
| 1                | 2017年 3月17日  | セクシー女優エピソード0「三上悠亜」                                                            | 堂島孝平 豊本明長                                                            |
| 1                | 2017年 3月17日  | クイズ!本当にあったHなタイトル! クイズ!本当にあったオシャレな大人のグッズ!                     | 小島みなみ 堂島孝平 豊本明長                                                 |
| 2                | 2017年 3月24日  | セクシー女優エピソード0「波多野結衣」                                                          | 堂島孝平 豊本明長                                                            |
| 2                | 2017年 3月24日  | Hなマンガの描き方を教えてもらおう!                                                             | モデル:白石茉莉奈 ゲスト講師:桂正和 小島みなみ 堂島孝平 豊本明長             |
| 3                | 2018年 5月6日   | セクシー女優エピソード0「桜空もも」                                                            | 堂島孝平 小宮浩信                                                            |
| 3                | 2018年 5月6日   | Hな絵を描こう!                                                                                 | 先生兼モデル:三上悠亜 スペシャル生徒:桂正和 堂島孝平 小宮浩信                |
| 4                | 2018年 6月19日  | セクシー女優エピソード0「大槻ひびき」                                                          | 堂島孝平 小宮浩信                                                            |
| 4                | 2018年 6月19日  | クイズ!本当にあったHなタイトル! クイズ!本当にあったオシャレな大人のグッズ!                     | 小島みなみ 堂島孝平 小宮浩信                                                 |
| 5                | 2019年 3月26日  | セクシー女優エピソード0「吉高寧々」                                                            | 堂島孝平 豊本明長                                                            |
| 5                | 2019年 3月26日  | クイズ!本当にあったHなタイトル! クイズ!本当にあったオシャレな大人のグッズ!                     | 小島みなみ 堂島孝平 豊本明長                                                 |
| 6                | 2019年 3月26日  | セクシー女優エピソード0「星奈あい」                                                            | 堂島孝平 豊本明長                                                            |
| 6                | 2019年 3月26日  | Hな絵を漫画家と描こう!                                                                         | 先生兼モデル:戸田真琴 スペシャル生徒:桂正和 堂島孝平 豊本明長                |
| 7                | 2019年 6月24日  | セクシー女優エピソード0「篠田ゆう」                                                            | 堂島孝平 小宮浩信                                                            |
| 7                | 2019年 6月24日  | クイズ!本当にあったHなタイトル! クイズ!本当にあったオシャレな大人のグッズ!                     | 小島みなみ 堂島孝平 小宮浩信                                                 |
| 8                | 2019年 8月14日  | セクシー女優エピソード0「蓮実クレア」                                                          | 堂島孝平 小宮浩信                                                            |
| 8                | 2019年 8月14日  | クイズ!本当にあったHな大人のグッズ! クイズ!現役風俗嬢に聞きました                              | 小島みなみ 堂島孝平 小宮浩信                                                 |
| 9                | 2019年 10月29日 | セクシー女優エピソード0「JULIA」                                                               | 堂島孝平 小峠英二                                                            |
| 9                | 2019年 10月29日 | クイズ!本当にあったHなタイトル! クイズ!本当にあったHな大人のグッズ!                            | 小島みなみ 堂島孝平 小峠英二                                                 |
| 10               | 2019年 12月25日 | セクシー女優エピソード0「川上奈々美」                                                          | 堂島孝平 小峠英二                                                            |
| 10               | 2019年 12月25日 | Hな絵を漫画家と描こう!                                                                         | 先生兼モデル:唯井まひろ スペシャル生徒:ふなつかずき 堂島孝平 小峠英二        |
| 11               | 2020年 2月13日  | セクシー女優エピソード0「高橋しょう子」                                                        | 堂島孝平 小峠英二                                                            |
| 11               | 2020年 2月13日  | クイズ!私こんな所でイキました!                                                                 | 川上奈々美 小島みなみ 堂島孝平 小峠英二                                      |
| 12               | 2020年 4月29日  | セクシー女優エピソード0「浜崎真緒」                                                            | 堂島孝平 小宮浩信                                                            |
| 12               | 2020年 4月29日  | クイズ!本当にあったHなタイトル! クイズ!本当にあったHな大人のグッズ!                            | 小島みなみ 堂島孝平 小宮浩信                                                 |
| 13               | 2020年 5月18日  | セクシー女優エピソード0「小倉由菜」                                                            | 堂島孝平 小宮浩信                                                            |
| 13               | 2020年 5月18日  | あなたの知らない超Hな世界                                                                      | 特別講師:手満先生 小島みなみ 堂島孝平 小宮浩信                               |
| 14               | 2020年 6月8日   | セクシー女優エピソード0「松本菜奈実」                                                          | 堂島孝平 小宮浩信                                                            |
| 14               | 2020年 6月8日   | クイズ!こんな人にイカされました!                                                               | 三上悠亜 小島みなみ 堂島孝平 小宮浩信                                        |
| 15               | 2020年 7月27日  | セクシー女優エピソード0「涼森れむ」                                                            | 堂島孝平 小宮浩信                                                            |
| 15               | 2020年 7月27日  | クイズ!本当にあったHなタイトル! クイズ!ちょっとHな大人のグッズ!                                | 小島みなみ 堂島孝平 小宮浩信                                                 |
| 16               | 2020年 8月3日   | セクシー女優エピソード0「坂道みる」                                                            | 堂島孝平 小宮浩信                                                            |
| 16               | 2020年 8月3日   | クイズ!本当にあったHなタイトル! クイズ!ちょっとHな大人のグッズ! クイズ!私こんな所でイキました! | 相沢みなみ 小島みなみ 堂島孝平 小宮浩信                                      |
| 17               | 2020年 9月28日  | セクシー女優エピソード0「瞳リョウ」                                                            | 堂島孝平 小宮浩信                                                            |
| 18               | 2020年 10月26日 | セクシー女優エピソード0「美谷朱里」                                                            | 堂島孝平 小宮浩信                                                            |
| 18               | 2020年 10月26日 | クイズ!本当にあったHなタイトル! クイズ!ちょっとHな大人のグッズ!                                | 小島みなみ 堂島孝平 小宮浩信                                                 |
| 19               | 2020年 11月30日 | セクシー女優エピソード0「桃尻かなめ」                                                          | 堂島孝平 小宮浩信                                                            |
| 19               | 2020年 11月30日 | SNSでバズりたい!                                                                               | 二階堂夢 小島みなみ 堂島孝平 小宮浩信                                        |
| 20               | 2020年 12月21日 | セクシー女優エピソード0「一条綺美香」                                                          | 堂島孝平 小宮浩信                                                            |
| 20               | 2020年 12月21日 | あなたの知らない超Hな世界                                                                      | 特別講師:今賀はる 小島みなみ 堂島孝平 小宮浩信                               |
| 21               | 2021年 2月1日   | クイズ!本当にあったHなタイトル! クイズ!ちょっとHな大人のグッズ!                                | 小島みなみ 堂島孝平 小峠英二                                                 |
| 21               | 2021年 2月1日   | セクシー女優エピソード0「君島みお」                                                            | 堂島孝平 小峠英二                                                            |
| 22               | 2021年 3月1日   | セクシー女優エピソード0「石原希望」                                                            | 堂島孝平 小峠英二                                                            |
| 22               | 2021年 3月1日   | クイズ!私こんな所でイキました!                                                                 | 桃尻かなめ 小島みなみ 堂島孝平 小峠英二                                      |
| 23               | 2021年 3月22日  | 知られざるAV監督の世界                                                                         | カンパニー松尾 こあら太郎（わ） マイケル ちょこ 小島みなみ 堂島孝平 小峠英二 |
| 23               | 2021年 3月22日  | セクシー女優エピソードZ「神宮寺ナオ」                                                          | 堂島孝平 小峠英二                                                            |
| 春の特別版       | 2021年 4月12日  | セクシー女優エピソード0「安位カヲル」                                                          | 堂島孝平 中岡創一                                                            |
| 春の特別版       | 2021年 4月12日  | 知られざるAV男優の世界                                                                         | しみけん 森林原人 北野翔 小島みなみ 堂島孝平 中岡創一                        |
| 春の特別版 #2    | 2021年 5月31日  | セクシー女優エピソード0「結城るみな」                                                          | 堂島孝平 中岡創一                                                            |
| 春の特別版 #2    | 2021年 5月31日  | 知られざるAV男優の世界                                                                         | しみけん 森林原人 北野翔 小島みなみ 堂島孝平 中岡創一                        |
| 24               | 2021年 6月28日  | セクシー女優エピソード0「山岸逢花」                                                            | 堂島孝平 中岡創一                                                            |
| 24               | 2021年 6月28日  | クイズ!本当にあったHなタイトル!                                                                | 小島みなみ 堂島孝平 中岡創一                                                 |
| 24               | 2021年 6月28日  | アシスタント争奪戦!                                                                            | 石原希望 小倉由菜 唯井まひろ 伊藤舞雪 小島みなみ 堂島孝平 中岡創一           |
| 25               | 2021年 7月26日  | セクシー女優エピソード0「MINAMO」                                                              | 堂島孝平                                                                     |
| 25               | 2021年 7月26日  | クイズ!本当にあったHなタイトル! クイズ!ちょっとHな大人のグッズ!                                | 小島みなみ 堂島孝平                                                          |
| 26               | 2021年 8月30日  | セクシー女優エピソード0「ジューン・ラブジョイ」                                                | 堂島孝平                                                                     |
| 26               | 2021年 8月30日  | Hな絵を描こう!                                                                                 | 先生兼モデル:三宮つばき スペシャル生徒:桂正和 小島みなみ 堂島孝平            |
| 27               | 2021年 9月27日  | セクシー女優エピソード0「森沢かな」                                                            | 堂島孝平                                                                     |
| 27               | 2021年 9月27日  | 知られざるアダルトグッズの世界                                                                 | 高橋さなえ 伊藤舞雪 小島みなみ 堂島孝平                                      |
| 28               | 2021年 10月25日 | セクシー女優エピソード0「安藤もあ」                                                            | 堂島孝平 狩野英孝                                                            |
| 28               | 2021年 10月25日 | クイズ!本当にあったHなタイトル! クイズ!ちょっとHな大人のグッズ!                                | 小島みなみ 堂島孝平 狩野英孝                                                 |
| 29               | 2021年 11月29日 | セクシー女優エピソード0「笹倉杏」                                                              | 堂島孝平 狩野英孝                                                            |
| 29               | 2021年 11月29日 | クイズ!私こんな所でイキました!                                                                 | 望月あやか 小島みなみ 堂島孝平 狩野英孝                                      |
| 30               | 2021年 12月27日 | セクシー女優エピソード0「楪カレン」                                                            | 堂島孝平 狩野英孝                                                            |
| 30               | 2021年 12月27日 | Hな絵を漫画家と描こう!                                                                         | 先生兼モデル:MINAMO スペシャル生徒:桂正和 堂島孝平 狩野英孝                  |
| 31               | 2022年 1月31日  | セクシー女優エピソード0「水川スミレ」                                                          | 堂島孝平 小峠英二                                                            |
| 31               | 2022年 1月31日  | クイズ!本当にあったHなタイトル!                                                                | 小島みなみ 堂島孝平 小峠英二                                                 |
| 32               | 2022年 2月28日  | セクシー女優エピソード0「天宮花南」                                                            | 堂島孝平 小峠英二                                                            |
| 32               | 2022年 2月28日  | クイズ!私こんな所でイキました!                                                                 | 百永さりな 小島みなみ 堂島孝平 小峠英二                                      |
| 33               | 2022年 3月28日  | セクシー女優エピソード0「七ツ森りり」                                                          | 堂島孝平 小峠英二                                                            |
| 33               | 2022年 3月28日  | Hな絵を漫画家と描こう!                                                                         | 先生兼モデル: 楓ふうあ 桂正和 堂島孝平 小峠英二                              |
| 春の特別版2022   | 2022年 4月18日  | セクシー女優エピソード0「うんぱい」                                                            | 堂島孝平 狩野英孝                                                            |
| 春の特別版2022   | 2022年 4月18日  | クイズ!本当にあったHなタイトル!                                                                | 小倉由菜 堂島孝平 狩野英孝                                                   |
| 初夏の特別版2022 | 2022年 5月30日  | セクシー女優エピソード0「桃園怜奈」                                                            | 堂島孝平 狩野英孝                                                            |
| 初夏の特別版2022 | 2022年 5月30日  | クイズ!私こんな所でイキました!                                                                 | 里美ゆりあ 小倉由菜 堂島孝平 狩野英孝                                        |
| 34               | 2022年 6月27日  | セクシー女優エピソード0「ひなたまりん」                                                        | 堂島孝平 狩野英孝                                                            |
| 34               | 2022年 6月27日  | クイズ!本当にあったHなタイトル! クイズ!ちょっとHな大人のグッズ!                                | 小島みなみ 堂島孝平 小峠英二                                                 |
| 35               | 2022年 8月1日   | セクシー女優エピソード0「河北彩花」                                                            | 堂島孝平 小峠英二                                                            |
| 35               | 2022年 8月1日   | Hな絵を漫画家と描こう!                                                                         | 先生兼モデル: 葵いぶき 桂正和 堂島孝平 小峠英二                              |
| 36               | 2022年 8月29日  | セクシー女優エピソード0「ちゃんよた」                                                          | 堂島孝平 小峠英二                                                            |
| 36               | 2022年 8月29日  | クイズ!私こんな所でイキました!                                                                 | 真矢みつき 小島みなみ 堂島孝平 小峠英二                                      |
| 37               | 2022年 9月26日  | セクシー女優エピソード0「桜もこ」                                                              | 堂島孝平 小峠英二                                                            |
| 37               | 2022年 9月26日  | Hな絵を描こう!未公開トーク                                                                     | 三宮つばき MINAMO 葵いぶき 楓ふうあ 桂正和 小島みなみ 堂島孝平 小峠英二      |
| 38               | 2022年 10月31日 | セクシー女優エピソード0「皇ゆず」                                                              | 堂島孝平                                                                     |
| 38               | 2022年 10月31日 | クイズ!本当にあったHなタイトル!                                                                | 小島みなみ 堂島孝平                                                          |
| 39               | 2022年 11月28日 | セクシー女優エピソード0「小湊よつ葉」                                                          | 堂島孝平                                                                     |
| 39               | 2022年 11月28日 | クイズ!私こんな所でイキました!                                                                 | 庵ひめか 小島みなみ 堂島孝平                                                 |
| 40               | 2022年 12月26日 | セクシー女優エピソード0「里美ゆりあ」                                                          | 堂島孝平                                                                     |
| 40               | 2022年 12月26日 | あまり知らない着エロの世界                                                                     | 金子智美 小島みなみ 堂島孝平                                                 |
| 41               | 2023年 1月30日  | セクシー女優エピソード0「八木奈々」                                                            | 堂島孝平                                                                     |
| 41               | 2023年 1月30日  | クイズ!本当にあったHなタイトル! クイズ!ちょっとHな大人のグッズ!                                | 小島みなみ 堂島孝平                                                          |
| 42               | 2023年 2月27日  | セクシー女優エピソード0「西元めいさ」                                                          | 堂島孝平                                                                     |
| 42               | 2023年 2月27日  | クイズ!私こんな所でイキました!                                                                 | 尾崎えりか 小島みなみ 堂島孝平                                               |
| 43               | 2023年 5月1日   | セクシー女優エピソード0「星乃莉子」                                                            | 堂島孝平                                                                     |
| 43               | 2023年 5月1日   | 知られざる素人系女優の世界                                                                     | 新村あかり 百瀬りこ 佐野なつ 小島みなみ 堂島孝平                             |
| 44               | 2023年 5月29日  | セクシー女優エピソード0「枢木あおい」                                                          | 堂島孝平                                                                     |
| 44               | 2023年 5月29日  | クイズ!本当にあったHなタイトル! クイズ!本当にあったオシャレな大人のグッズ                      | 小島みなみ 堂島孝平                                                          |
| 45               | 2023年 6月26日  | セクシー女優エピソード0「恋渕ももな」                                                          | 堂島孝平                                                                     |
| 45               | 2023年 6月26日  | クイズ!私こんな所でイキました!                                                                 | 神木麗 小島みなみ 堂島孝平                                                   |
| 46               | 2023年 7月31日  | セクシー女優エピソード0「田中ねね」                                                            | 堂島孝平                                                                     |
| 46               | 2023年 7月31日  | AV女優お悩み相談                                                                               | 栗山莉緒 真白みのり 福田もも 小島みなみ 堂島孝平                             |
| 47               | 2023年 8月28日  | セクシー女優エピソード0「三宮つばき」                                                          | 堂島孝平                                                                     |
| 47               | 2023年 8月28日  | クイズ!本当にあったHなタイトル! クイズ!本当にあったオシャレな大人のグッズ                      | 三宮つばき 堂島孝平                                                          |
| 48               | 2023年 9月30日  | セクシー女優エピソード0「加賀美さら」                                                          | 堂島孝平                                                                     |
| 48               | 2023年 9月30日  | クイズ!私こんな所でイキました! 栗山莉緒編                                                      | 小島みなみ 堂島孝平                                                          |
| 48               | 2023年 9月30日  | クイズ!本当にあったオシャレな大人のグッズ                                                      | 三宮つばき 堂島孝平                                                          |
| 49               | 2023年 12月30日 | セクシー女優エピソード0 蔵出し!セクシー女優 初Hセレクション                                    | 堂島孝平 小峠英二 狩野英孝                                                   |
| 49               | 2023年 12月30日 | 人には聞けない!ちょっとHなお悩み相談                                                           | 八木奈々 小島みなみ 堂島孝平                                                 |
| 50               | 2024年 2月26日  | セクシー女優エピソード0「早坂ひめ」                                                            | 堂島孝平                                                                     |
| 50               | 2024年 2月26日  | クイズ!本当にあったHなタイトル!                                                                | 小島みなみ 堂島孝平                                                          |
| 51               | 2024年 4月1日   | セクシー女優エピソード0「矢埜愛茉」                                                            | 堂島孝平                                                                     |
| 51               | 2024年 4月1日   | クイズ!私こんな所でイキました!                                                                 | 臼井リカ 小島みなみ 堂島孝平                                                 |
| 52               | 2024年 4月29日  | セクシー女優エピソード0「つばさ舞」                                                            | 堂島孝平                                                                     |
| 52               | 2024年 4月29日  | クイズ!本当にあったHなタイトル!                                                                | 小島みなみ 堂島孝平                                                          |
| 53               | 2024年 7月1日   | セクシー女優エピソード0「川越にこ」                                                            | 堂島孝平                                                                     |
| 53               | 2024年 7月1日   | クイズ!本当にあったHなタイトル!                                                                | 小島みなみ 堂島孝平                                                          |
| 54               | 2024年 7月29日  | セクシー女優エピソード0「円井萌華」                                                            | 堂島孝平                                                                     |
| 54               | 2024年 7月29日  | クイズ!私こんな所でイキました!                                                                 | 未歩なな 小島みなみ 堂島孝平                                                 |
| 55               | 2024年 8月26日  | セクシー女優エピソード0「楠エリサ」                                                            | 堂島孝平                                                                     |
| 55               | 2024年 8月26日  | あなたの知らない超Hな世界!                                                                     | レミレミ・ニューワールド 小島みなみ 堂島孝平                                 |
| 56               | 2024年 9月30日  | セクシー女優エピソード0「金松季歩」                                                            | 堂島孝平                                                                     |
| 57               | 2024年 10月27日 | セクシー女優エピソード0「田野憂」                                                              | 堂島孝平                                                                     |
| 57               | 2024年 10月27日 | クイズ!私こんな所でイキました!                                                                 | 浅野こころ 小島みなみ 堂島孝平                                               |
| 58               | 2024年 11月25日 | セクシー女優エピソード0「莉々はるか」                                                          | 堂島孝平                                                                     |
| 58               | 2024年 11月25日 | あなたの知らないAV業界クイズ                                                                   | 大槻ひびき 小島みなみ 堂島孝平                                               |
| 59               | 2025年 1月27日  | セクシー女優エピソード0「黒咲華」                                                              | 堂島孝平                                                                     |
| 59               | 2025年 1月27日  | クイズ!本当にあったHなタイトル! クイズ!ちょっとエッチな大人のグッズ                            | 唯井まひろ 堂島孝平                                                          |
| 60               | 2025年 2月24日  | セクシー女優エピソード0「翔田千里」                                                            | 堂島孝平                                                                     |
| 60               | 2025年 2月24日  | あなたの知らないAV業界クイズ                                                                   | 翔田千里 唯井まひろ 堂島孝平                                                 |
| 61               | 2025年 3月31日  | セクシー女優エピソード0「東條なつ」                                                            | 堂島孝平                                                                     |
| 61               | 2025年 3月31日  | クイズ!私こんな所でイキました!                                                                 | 黒咲華 唯井まひろ 堂島孝平                                                   |
| 62               | 2025年 6月30日  | セクシー女優エピソード0「野々花さわ」                                                          | 堂島孝平                                                                     |
| 62               | 2025年 6月30日  | クイズ!私こんな所でイキました!                                                                 | 木下凛々子 小島みなみ 堂島孝平                                               |
| 63               | 2025年 7月14日  | セクシー女優エピソード0「弥生みづき」                                                          | 堂島孝平                                                                     |
| 63               | 2025年 7月14日  | クイズ!本当にあったHなタイトル!                                                                | 小島みなみ 堂島孝平                                                          |
| 64               | 2025年 7月28日  | セクシー女優エピソード0「白岩冬萌」                                                            | 堂島孝平                                                                     |
| 64               | 2025年 7月28日  | 知ってほしい!私のSOD                                                                           | MINAMO 小島みなみ 堂島孝平                                                   |

### スタッフ
- 構成：酒井健作、安部裕之、吉田聡
- ナレーター：脇坂京子（#1 - #10）
- TP：田熊克二
- カメラ：小林重徳
- 編成：小島有星
- 美術プロデューサー：長谷川隆之
- MA：皆本昴
- 楽曲：カンケ
- 音効：大堀裕一
- ロゴデザイン：ニイルセン
- 協力：マセキ芸能社、小林伸也
- 演出：中西正太
- ディレクター：田島優
- AP：青木あゆみ
- プロデューサー：住田崇
- チーフプロデューサー：門澤清太
- 制作協力：sukima
- 制作著作：フジテレビジョン